# 416 км (зупинний пункт)
416 км — пасажирська зупинна залізнична платформа Лиманської дирекції Донецької залізниці.
Розташована поблизу смт Дробишеве Краматорського району, Донецької області на лінії 390 км — Лиман між станціями Лиман (9 км) та Форпостна (2 км).
На платформі зупиняються приміські електропоїзди.